# Кавракирово
Кавракирово (болг. Кавракирово) — село в Благоевградской области Болгарии. Входит в состав общины Петрич. Находится примерно в 5 км к северо-западу от центра города Петрич и примерно в 66 км к югу от центра города Благоевград. По данным переписи населения 2011 года, в селе  проживало 1536 человек.

## Население
| Год     | 1934 | 1946 | 1956 | 1965 | 1975 | 1985 | 1992 | 2001 | 2011 |
| ------- | ---- | ---- | ---- | ---- | ---- | ---- | ---- | ---- | ---- |
| Жителей | 438  | 625  | 809  | 1046 | 1133 | 1354 | 1491 | 1512 | 1536 |

| Национальность | Человек | Процент |
| -------------- | ------- | ------- |
| болгары        | 1055    | 77,46%  |
| турки          | 3       | 0,22%   |
| цыгане         | 303     | 22,25%  |
| Всего ответов  | 1362    |         |

|  |